# Eleições municipais em Teresina em 1988
As eleições municipais em Teresina em 1988 aconteceram em 15 de novembro, como parte das eleições municipais no Brasil nos 24 estados e nos  territórios federais do Amapá e Roraima. No Piauí foram eleitos prefeitos, vice-prefeitos e vereadores em 118 municípios. Foi a última eleição municipal em que não vigiam os dois turnos. Cinco nomes disputaram a prefeitura, mas a vitória coube ao deputado federal Heráclito Fortes, ora no exercício de seu terceiro mandato consecutivo.
Natural de Teresina, Heráclito Fortes é funcionário público federal e começou sua vida pública em 1971 como oficial de gabinete do vice-governador de Pernambuco, Barreto Guimarães, ocupando cargos de assessoria no Instituto Nacional de Colonização e Reforma Agrária e na Empresa Brasileira de Transportes Urbanos. Eleito suplente de deputado federal pela ARENA em 1978, passou pelo PP e ingressou no PMDB e foi efetivado com a morte de Pinheiro Machado. Reeleito em 1982 e 1986, sendo até então um aliado de Alberto Silva, chegou ao posto de terceiro secretário da Câmara dos Deputados na gestão Ulysses Guimarães. Heráclito Fortes integrou uma dissidência partidária liderada pelo prefeito Wall Ferraz em oposição ao governador Alberto Silva, embora fossem todos do PMDB. Em razão disso, o titular do Palácio de Karnak apoiou a deputada federal Myriam Portela, do PDS.
Nascido em Teresina, o médico Pedro Augusto Pedreira Martins formou-se na Universidade Federal do Piauí e tem especialização em Radiologia pela Santa Casa de Misericórdia do Rio de Janeiro, com mestrado pela Universidade Federal do Rio de Janeiro. Professor da Universidade Federal do Piauí desde 1977, lecionou no Departamento de Medicina Especializada do Centro de Ciências da Saúde, atuou no setor de radiologia do Hospital Getúlio Vargas e em estabelecimentos da rede particular. Na segunda administração Wall Ferraz, foi secretário municipal de Saúde e estreou na vida política ao eleger-se vice-prefeito de Teresina pelo PMDB em 1988.

## Resultados da eleição para prefeito
Na relação a seguir os percentuais refletem o número de votos válidos, sendo que houve ainda 20.486 votos em branco (10,62%) e 9.762 votos nulos (5,06%) calculados sobre o comparecimento de 192.859 eleitores com 162.611 votos nominais assim distribuídos:
| Candidatos a prefeito de Teresina | Candidatos a vice-prefeito | Número | Coligação                  | Votação | Percentual |
| --------------------------------- | -------------------------- | ------ | -------------------------- | ------- | ---------- |
| Heráclito Fortes PMDB             | Pedro Augusto PMDB         | 15     | PMDB, PSB, PS              | 66.880  | 41,13%     |
| Átila Lira PFL                    | Fernando Monteiro PFL      | 25     | PFL, PSC, PL               | 50.717  | 31,19%     |
| Myriam Portela PDS                | Manuel Domingos PCdoB      | 11     | PDS, PCdoB, PCB, PSDB, PDC | 17.576  | 10,81%     |
| Antônio Neto PT                   | Roberto John PT            | 13     | PT (sem coligação)         | 14.003  | 8,61%      |
| Deoclécio Dantas PDT              | Joel Silva PDT             | 12     | PDT (sem coligação)        | 13.435  | 8,26%      |
| Fontes:                           |                            |        |                            |         |            |

## Vereadores eleitos
Em 1982 os assentos na Câmara Municipal de Teresina eram dezenove e aumentaram para vinte e um, contagem que vigorou até 2008. Dentre os dezenove vereadores eleitos em 1982 apenas cinco renovaram o mandato, embora o número de vagas tenha subido para vinte e uma. O PMDB (com oito) e o PFL (com seis) conquistaram as maiores bancadas, embora o primeiro tenha perdido quase a metade dos lugares conquistados há seis anos.

Representação eleita
  PMDB: 8
  PFL: 6
  PDC: 3
  PDS: 2
  PT: 1
  PDT: 1

Fonteː
| Relação dos vereadores eleitos | Partido | Votação | Percentual | Cidade onde nasceu        | Unidade federativa |
| Antônio José Medeiros          | PT      | 2.784   |            | União                     | Piauí              |
| Olésio Coutinho                | PMDB    | 2.736   |            | Campo Maior               | Piauí              |
| Alcenor Almeida                | PMDB    | 2.564   |            | Palmeirais                | Piauí              |
| Edson de Sena Brasil           | PMDB    | 2.522   |            | Teresina                  | Piauí              |
| Assis Machado                  | PMDB    | 2.147   |            | Teresina                  | Piauí              |
| Irmani Veloso                  | PFL     | 1.630   |            | Valença do Piauí          | Piauí              |
| Augusto Basílio                | PMDB    | 1.572   |            | Teresina                  | Piauí              |
| Luís Carlos da Silva           | PMDB    | 1.539   |            | Regeneração               | Piauí              |
| Castro Aguiar                  | PMDB    | 1.446   |            |                           | Piauí              |
| Edson Melo                     | PMDB    | 1.409   |            | Teresina                  | Piauí              |
| Pedro Alcântara                | PFL     | 1.365   |            | Teresina                  | Piauí              |
| Vieira Toranga                 | PFL     | 1.330   |            | Altos                     | Piauí              |
| Renato Berger                  | PFL     | 1.305   |            | São Paulo                 | São Paulo          |
| Antônio Mariano                | PFL     | 1.303   |            | Teresina                  | Piauí              |
| Miranda Dantas                 | PDC     | 1.300   |            | Bertolínia                | Piauí              |
| Nilson Cavalcante              | PFL     | 1.266   |            | Mirador                   | Maranhão           |
| Ursulino Neto                  | PDS     | 1.191   |            | Governador Eugênio Barros | Maranhão           |
| Barros Júnior                  | PDC     | 1.140   |            | Teresina                  | Piauí              |
| Noé Mendes de Oliveira         | PDS     | 1.080   |            | Simplício Mendes          | Piauí              |
| Geraldo da Cunha Oliveira      | PDC     | 963     |            | Parnarama                 | Maranhão           |
| Valdinar Pereira               | PDT     | 946     |            | Teresina                  | Piauí              |
| Fontes:                        |         |         |            |                           |                    |